# Hellas Sat
A Hellas Sat egy görög távközlési műhold, Görögország első saját műholdja. 2003. május 13-án indították Cape Canaveralból Atlas V hordozórakétával. Geostacionárius pályára állt a 39° keleti hosszúság fölött. A Hellas Sat holdat video továbbításra, tv sugárzásra, nagy sebességű internetkapcsolatra használják, főleg a 2004-es athéni nyári olimpia óta. Londontól Ciprusig bárhol fogni lehet a műhold digitális jeleit egy 60 cm-es antennával. A Hellas Sat holdat az Astrium építette meg a Eurostar E2000+ műhold modell alapján. 30 darab Ku-sávú transzponderrel rendelkezik. 2009-ben kb. 35 szabadon fogható digitális TV és kb. 50 rádióműsort sugároz, a görög adók mellett bolgár és ukrán csatornákat is.

## Külső hivatkozások

### Külföldi oldalak
- First Greek satellite launch performed by Atlas 5 rocket
- A Hellas Sat 2 műhold a LyngSat listájában